# Inozitol
Inozitol ili cikloheksan-1,2,3,4,5,6-heksol je hemijsko jedinjenje sa formulom  ili (-CHOH-)6. Postoji devet mogućih stereoizomera, od kojih je najzastupljeniji u prirodi cis-1,2,3,5-trans-4,6-cikloheksaneheksol, ili mio-inozitol (bivše ime mezo-inozitol). Inozitol je ugljeni hidrat, mada nije klasični šećer. Skoro da nema ukus (ima malu slatkoću).
Mio-inozitol ima važnu ulogu strukturne baze nekoliko sekundarnih glasnika u eukariotskim ćelijama, kao što su inozitol fosfati, fosfatidilinozitol (PI) i fosfatidilinozitol fosfat (PIP) lipidi. Inozitol ili njegovi fosfati i vezani lipidi su prisutni u mnogobrojnim vrstama hrane, posebno u voću. U biljkama su nađeni heksafosfati inozitola, fitinska kiselina ili njene soli, fitati. Fitinska kiselina je takođe prisutna u žitaricama sa visokim sadržajem u mekinjama, kao i u orasima i pasulju. Inozitol u obliku fitata nije direktno biodostupan za ljude iz hrane, je nije svarljiv. Inozitol u obliku lecitina biljnog porekla, je biodostupan.

## Izomeri i struktura
Mio-inozitol je mezo jedinjenje koje ima optički neaktivnu ravan simetrije kroz molekul. Pored mio-inozitola, drugi stereoizomeri se javljaju u prirodi (mada u minimalnim količinama): silo-, muko-, D-hiro-, i neo-inozitol. Drugi mogući izomeri su L-hiro-, alo-, epi-, i cis-inozitol. Kao što njihovo ime sugeriše, dva hiro inozitola su jedini par inozitolovih enantiomera, ali oni nisu enantiomeri jedan drugog, nego mio-inozitola.
|      |       |       |       |
| mio- | silo- | muko- | hiro- |
|      |       |       |       |
| neo- | alo-  | epi-  | cis-  |

U svojoj najstabilnijoj konformaciji, mio-inozitol izomer je u konformaciji stolice, koja stavlja maksimalan broj hidroksilnih grupa u ekvitorijalnu poziciju, gde su one međusobno najudaljenije. U ovoj konformaciji prirodni mio izomer ima strukturu u kojoj su pet od šest hidroksila (1, 3, 4, 5, i 6) ekvatorijalni, dok je druga hidroksilna grupa aksijalna.

## Sinteza
Mio-inozitol se sintetiše iz glukoze-6-fosfata (G-6-P) u dva stupnja. Prvo se G-6-P izomerizuje ISYNA1 enzimom do mio-inozitol 1-fosfata, koji se zatim defosforiliše IMPase 1 enzimom do slobodnog mio-inozitola. Kod ljudi se najveći deo inozitola sintetiše u bubrezima, u tipičnim količinama od nekoliko grama dnevno.

## Funkcija
Inozitol i više njegovih mono i polifosfata dejstvuje kao baza za brojne signalne molekule i sekundarne glasnike. Oni učestvuju u brojnim biološkim procesima:
- Insulinski prenos signala[7]
- Formiranje citoskeleta
- Vođenje nerva (Epsin)
- Kontrola koncentracije intracelularnog kalcijuma (Ca2+)[8]
- Održavanje membranskog potencijala ćelija[9]
- Modulacija aktivnosti serotonina
- Razlaganje masnoća i snižavanje krvnog holesterola[10]
- Ekspresija gena[11][12]

## Literatura
- S. M. N. Furse (2006). The Chemical and Bio-physical properties of Phosphatidylinositol phosphates, Thesis for M.Res. Imperial College London.

## Spoljašnje veze
- Inhibicija raka inozitol heksafosfatom (IP6) i inozitolom
- Mio-inozitol u hrani
- Informacija o leku